# Елізабет Мінтер
Елізабет Мінтер (англ. Elizabeth Minter; нар. 23 серпня 1965) — колишня австралійська тенісистка.
Найвищу одиночну позицію світового рейтингу — 66 місце досягла 26 жовтня 1987, парну — 104 місце — 28 вересня 1987 року.
Здобула 1 одиночний та 1 парний титул.
Найвищим досягненням на турнірах Великого шолома було 3-тє коло в одиночному розряді.

## Фінали Туру WTA

### Одиночний розряд 1
| Легенда        |   |
| Великий шлем   | 0 |
| Чемпіонати WTA | 0 |
| Tier I         | 0 |
| Tier II        | 0 |
| Tier III       | 0 |
| Tier IV & V    | 0 |

| Результат | Ранг | Дата           | Турнір                             | Покриття | Суперниця        | Рахунок  |
| Поразка   | 1.   | 30 квітня 1995 | Croatian Bol Ladies Open, Хорватія | Ґрунт    | Сабін Аппельманс | 4–6, 3–6 |

### Парний розряд 3 (2–1)
| Легенда        |   |
| Великий шлем   | 0 |
| Чемпіонати WTA | 0 |
| Tier I         | 0 |
| Tier II        | 0 |
| Tier III       | 0 |
| Tier IV & V    | 0 |

| Титули за покриттям |   |
| Тверде              | 2 |
| Ґрунт               | 0 |
| Трава               | 0 |
| Килим               | 0 |

| Результат | Ранг | Дата            | Турнір                | Покриття | Партнерка      | Суперниці                            | Рахунок       |
| Перемога  | 1.   | 16 вересня 1984 | Солт-Лейк-Сіті, Юта   | Тверде   | Енн Мінтер     | Гезер Кроу Робін Вайт                | 6–1, 6–2      |
| Перемога  | 2.   | 30 вересня 1984 | Ричмонд (Вірджинія)   | Тверде   | Джоанн Расселл | Дженніфер Мундел Феліча Раск'яторе   | 6–4, 3–6, 7–6 |
| Поразка   | 3.   | 1 лютого 1987   | Окленд, Нова Зеландія | Тверде   | Гретхен Раш    | Анна-Марія Фернандес Джулі Річардсон | 6–4, 4–6, 2–6 |

## Фінали за кар'єру

### Одиночний розряд (3–2)
| Результат | Ранг | Дата              | Турнір              | Покриття | Суперниця            | Рахунок       |
| --------- | ---- | ----------------- | ------------------- | -------- | -------------------- | ------------- |
| Перемога  | 1.   | 15 листопада 1981 | Булін, Австралія    | Тверде   | Ґвен Ворнок          | 6–3, 6–2      |
| Поразка   | 1.   | 30 травня 1982    | Глазго, Шотландія   | Трава    | Бернадетте Рендалл   | 1–3 ret.      |
| Перемога  | 2.   | 13 листопада 1982 | Булін, Австралія    | Тверде   | Луїс Філд            | 6–2, 4–6, 7–5 |
| Поразка   | 2.   | 18 квітня 1983    | Барі, Італія        | Ґрунт    | Сабрина Голеш        | 6–1, 5–7, 3–6 |
| Перемога  | 3.   | 14 квітня 1986    | Канберра, Австралія | Трава    | Анна-Марія Фернандес | 7–6, 6–2      |

### Парний розряд (3–1)
| Результат | Ранг | Дата            | Турнір              | Покриття | Партнерка          | Суперниці                            | Рахунок       |
| Перемога  | 1.   | 29 травня 1982  | Глазго, Шотландія   | Трава    | Бернадетте Рендалл | Кім Седдон Мері-Енн Колвілл          | 6–2, 7–5      |
| Перемога  | 2.   | 28 березня 1983 | Таранто, Італія     | Ґрунт    | Бернадетте Рендалл | Сабрина Голеш Рената Шашак           | 7–5, 6–1      |
| Перемога  | 3.   | 18 квітня 1983  | Барі, Італія        | Ґрунт    | Енн Мінтер         | Сабрина Голеш Рената Шашак           | 6–4, 6–2      |
| Поразка   | 1.   | 14 квітня 1986  | Канберра, Австралія | Трава    | Луїс Філд          | Анна-Марія Фернандес Джулі Річардсон | 7–5, 3–6, 3–6 |